# Perma
Perma est l'un des neuf arrondissements de la commune de Natitingou dans le département de l'Atacora au Bénin.

## Géographie
L'arrondissement de Perma est situé au nord-ouest du Bénin et compte 9 villages que sont Koka, Kouatena, Koubirgou, Perma, Koupeico, Koussigou, Pam-pam, Sinaicire et Tignapeti.

## Démographie
Selon le recensement de la population de 2013 conduit par l'Institut national de la statistique et de l'analyse économique (INSAE), Perma compte 15323 habitants  .